# Daniel Arzani
Daniel Arzani (perzsául: دنیل ارزانی, Horramábád, 1999. január 4. –) iráni születésű ausztrál korosztályos válogatott labdarúgó, a Ferencváros játékosa.

## Pályafutása

### Klubcsapatokban
2016-ban került a Sydney ifjúsági csapatához. Még ebben az évben a Melbourne City csapatához igazolt. 2018. január 25-én első felnőtt bajnoki gólját szerezte meg a Newcastle Jets ellen. 2018. augusztus 9-én a Manchester City igazolta le, majd egy nappal később kölcsönadta a skót Celticnek. Október 31-én mutatkozott be a bajnokságban a Dundee ellen. 2020. augusztus 7-én egy évre került kölcsönbe a holland Utrecht klubjához.
2025. június 13-án bejelentették, hogy a magyar bajnokhoz, a  Ferencvároshoz igazolt.

### A válogatottban
A 2014-es U16-os Ázsia-bajnokságon az elődöntőig jutottak. Részt vett a 2015-ös U17-es labdarúgó-világbajnokságon és Németország ellen 10 perc játéklehetőséget kapott Tony Vidmartól. 2018 májusában bekerült a felnőtt válogatott bő keretébe, amely a 2018-as világbajnokságra készült.

## Statisztika

### A válogatottban
| Válogatott | Év       | Mérk. | Gólok |
| ---------- | -------- | ----- | ----- |
| Ausztrália | 2018     | 6     | 1     |
| Ausztrália | 2024     | 1     | 0     |
| Ausztrália | 2025     | 3     | 0     |
| Összesen   | Összesen | 10    | 1     |

## Sikerei, díjai
Celtic
- Skót bajnok: 2018-19

MacArthur
- Ausztrál kupa: 2022